# BR-492
De BR-492 is een federale weg in de deelstaat Rio de Janeiro in het zuidoosten van Brazilië. De weg is een verbindingsweg tussen de BR-101 en de RJ-130 met in het verlengde de BR-116.
De weg heeft een lengte van 251 kilometer.

## Aansluitende wegen
- BR-101 en start gezamenlijk tracé met RJ-204
- RJ-228
- BR-356
- RJ-206
- RJ-158 en RJ-194 bij São Fidélis (en einde gezamenlijk tracé RJ-204)
- RJ-192
- RJ-146
- RJ-116
- RJ-184
- RJ-176
- RJ-172 bij Macuco
- RJ-166
- RJ-164
- RJ-160 bij Cordeiro
- RJ-144
- RJ-146 bij Bom Jardim
- RJ-116, RJ-130, RJ-148 en RJ-150 bij Nova Friburgo

## Plaatsen
Langs de route liggen de volgende plaatsen:
- São Fidélis
- Macuco
- Cordeiro
- Bom Jardim
- Nova Friburgo